# 福川 (埼玉県)
福川（ふくかわ）は、埼玉県深谷市・熊谷市・行田市を流れる利根川水系の一級河川。

## 概要
深谷市岡付近に源を発し東へ流れる。道の駅おかべ付近に一級河川の起点の標石がある。利根川後背地沿いの沖積低地を概ね東向きに流れ、次第に流量を増す。途中、唐沢川を福川伏越で交差する。熊谷市上須戸付近で備前渠用水の流末が合流する。熊谷市上須戸付近で北河原用水、行田市北河原付近で酒巻導水路を分水し、行田市酒巻で利根川に合流する。合流点は自然合流ではなく、福川樋門が設置されている。流域は上流部において一部が深谷市の市街地に面している他は主に水田や耕地などの農地となっている。
唐沢川との交差地点付近に貯留量70000立方メートルの調整池が設けられている。

## 橋梁
上流から
- 名称不明
- （埼玉県道259号新野岡部停車場線）
- 福川橋
- 普済寺上橋
- 普済寺下橋
- 美済橋（埼玉県道355号中瀬普済寺線）
- 岡部上橋
- 名称不明
- 名称不明
- 上谷田橋
- 田中橋
- 名称不明
- 名称不明
- 菱川橋
- 三枚橋（埼玉県道14号伊勢崎深谷線）
- 原田橋
- 田谷大橋
- （唐沢川と交差）
- 弁天橋
- 城西橋
- あかね橋（あかね通り） - 旧日本煉瓦製造専用鉄道
- 八日市橋
- 権見堂橋（埼玉県道275号由良深谷線）
- 原新田橋
- 三ツ橋
- 雁橋
- 熊野橋
- 城下橋（埼玉県道263号弁財深谷線）
- 徳左ヱ門橋
- 八幡免橋
- （国道17号深谷バイパス）
- 名称不明
- 増田前橋
- 上ノ合橋（埼玉県道263号弁財深谷線）
- 本田ヶ谷側道橋（上武道路）
- 高名橋
- 境橋（埼玉県道276号新堀尾島線）
- 樋橋
- 上橋
- 中橋
- 新入合橋
- 上井殿橋（国道407号）
- 井殿橋 （埼玉県道341号熊谷太田線）
- 上根橋
- 東武橋 - 旧東武熊谷線[4]
- 浅間橋
- 江波橋
- 昭和橋[3]
- 潤友橋（埼玉県道303号弥藤吾行田線・埼玉県道263号弁財深谷線）
- 葛和田橋（埼玉県道359号葛和田新堀線）
- 落合橋（埼玉県道59号羽生妻沼線）
- 福川樋門（埼玉県道・群馬県道416号利根川自転車道線）

## 周辺
- 中宿歴史公園
- 道の駅おかべ
- 深谷市岡部浄化センター
- 岡部六弥太の墓
- 深谷警察署
- 深谷市立深谷中学校
- 深谷市上水道皿沼浄水場
- 城下公園
- 明戸農村公園
- 江袋沼上沼
- 斎藤別当実盛館跡
- 大池（切所沼）
- 行田市立北河原小学校（2022年3月閉校[5]）

## 風景

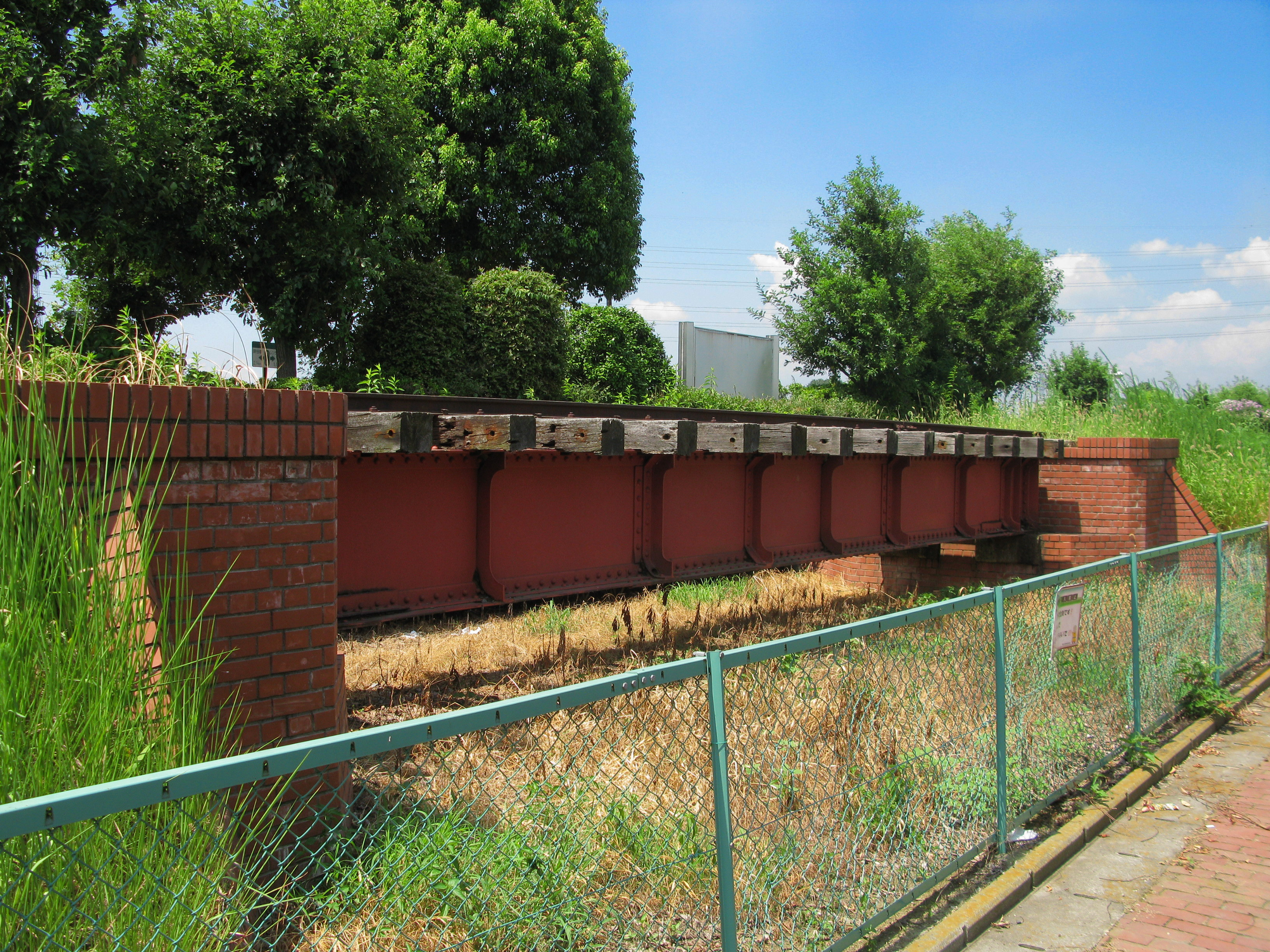
日本煉瓦製造専用鉄道、福川鉄橋
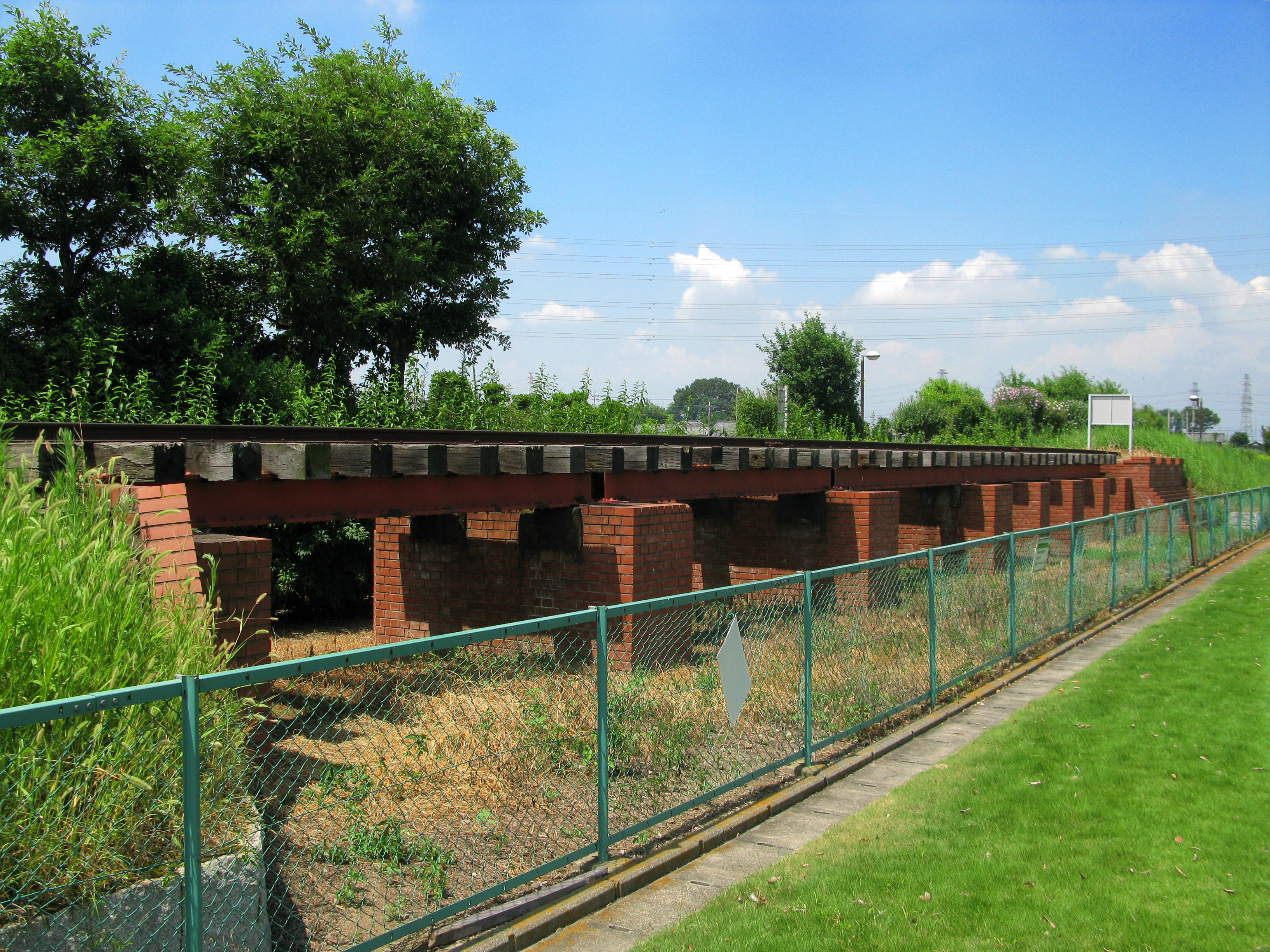
福川鉄橋（避溢鉄橋）